# إدمون فرانسوا فالنتين آبو
إدمون فرانسوا فالنتين آبو (بالفرنسية: Edmond About)‏ (14 فبراير 1828 في فرنسا - 16 يناير 1885، الدائرة التاسعة في باريس في فرنسا)؛ مؤلِّف، كاتب مسرحي، صحفي وروائي فرنسي.

## روابط خارجية
- إدمون فرانسوا فالنتين آبو على موقع IMDb (الإنجليزية)
- إدمون فرانسوا فالنتين آبو على موقع قاعدة بيانات برودواي على الإنترنت (الإنجليزية)